# Leslie Callingham

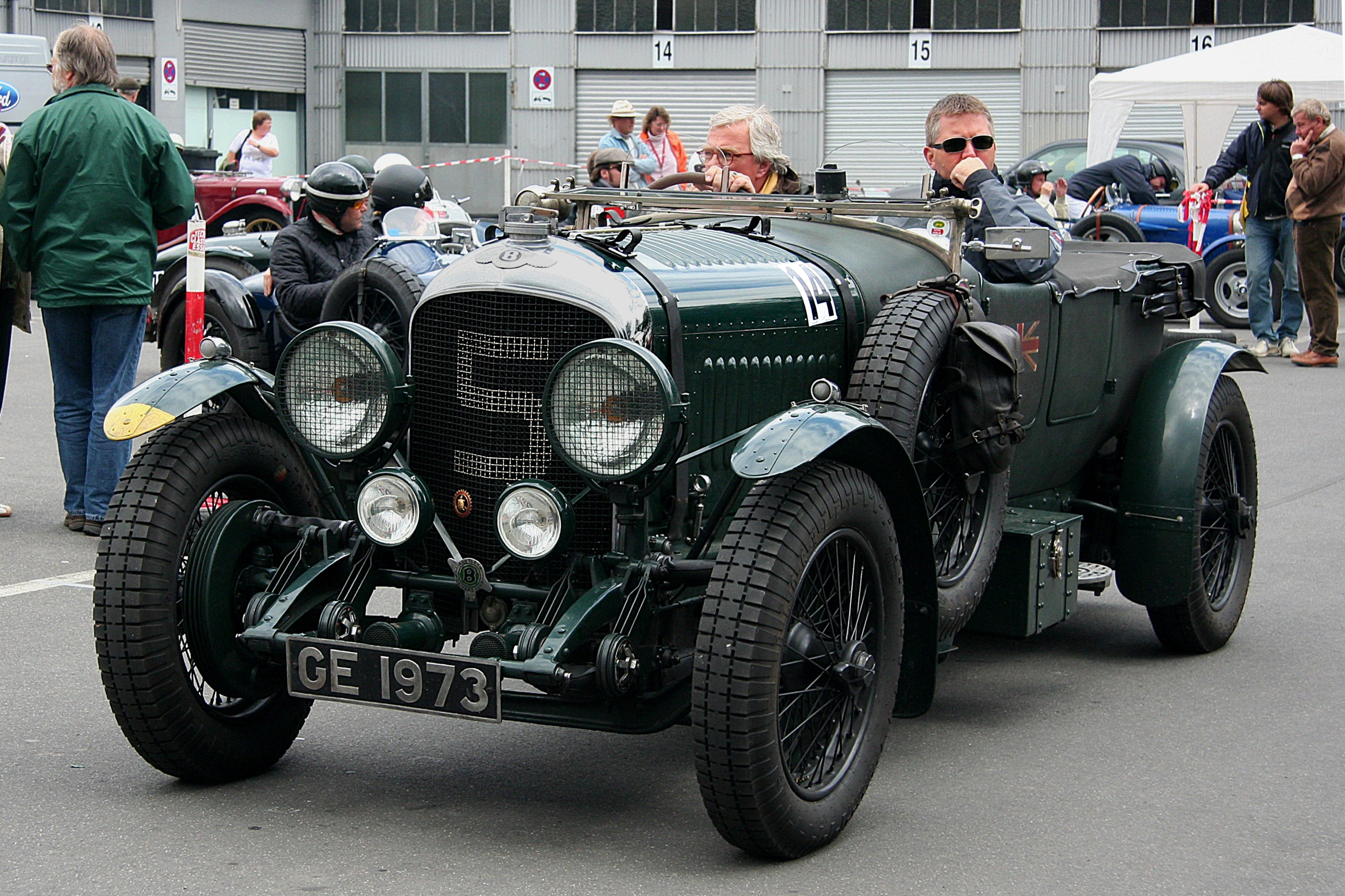
Bentley 4 ½ Litre Baujahr 1928; mit dem ähnlichen Modell fuhr Callingham 1927 in Le Mans

Leslie George Callingham (* 5. Dezember 1888 in Mayfair; † 9. Februar 1960 in Frimley) war ein britischer Autorennfahrer.

## Karriere als Rennfahrer
Leslie Callingham arbeitete in der Zeit zwischen dem Ersten- und Zweiten Weltkrieg im Vertrieb von Bentley. In den späten 1920er-Jahren war er auch als Rennfahrer aktiv. Er fuhr Rennen in Brooklands und war 1927 in das White-House-Desaster beim 24-Stunden-Rennen von Le Mans verwickelt. Callingham steuerte den später unter dem Namen „Old Mother Gun“ bekannt gewordenen 4,5-Liter-Bentley und prallte am Samstagabend mit den Wagen in den quer zur Fahrtrichtung stehenden Théo Schneider von Pierre Tabourin. In der Folge kam es zu einer Massenkarambolage, von der auch zwei weitere Werks-Bentley betroffen waren. Das Fahrzeug von Callingham wurde dabei so schwer beschädigt, dass er nicht mehr weiterfahren konnte. Seinen zweiten Le-Mans-Einsatz hatte er 1930 als Partner von Earl Howe im Alfa Romeo 6C 1750GS. Das Duo beendete das Rennen als Gesamtfünfter und Sieger der Rennklasse für Rennwagen von 1,5- bis 2-Liter-Hubraum.
Das beste Ergebnis abseits von Le Mans war der dritte Rang beim 6-Stunden-Rennen von Brooklands 1929.

## Statistik

### Le-Mans-Ergebnisse
| Jahr | Team                | Fahrzeug                       | Teamkollege   | Platzierung            | Ausfallgrund |
| ---- | ------------------- | ------------------------------ | ------------- | ---------------------- | ------------ |
| 1927 | Bentley Motors Ltd. | Bentley 4 ½ Litre              | Frank Clement | Ausfall                | Unfall       |
| 1930 | Earl Howe           | Alfa Romeo 6C 1750 Super Sport | Earl Howe     | Rang 5 und Klassensieg |              |